# Frank Beall Ryan
Frank Ryan (Fort Worth, Texas; 12 de julio de 1936 – Waterford, Connecticut; 1 de enero de 2024) fue un jugador estadounidense de fútbol americano que jugó trece temporadas con tres equipos en la posición de quarterback y fue el último sobreviviente de los Cleveland Browns que ganó el campeonato de la NFL en 1964.

## Carrera

### Universidad
Ryan fue estudiante de física y jugó para los Rice Owls, siendo el primero de la familia en no ingresar a la Universidad de Yale, y prefirió sacar el doctorado en física que jugar para Los Angeles Rams, equipo que lo seleccionó en la quinta ronda del draft de 1958 de la NFL, aunque cambió de opinión cuando lo Rams consiguieron que llevara su doctorado en UCLA, con regreso a Rice durante el periodo de receso de la liga.

### Profesional
Ryan con los Rams pasó en la banca cobrando un salario de $12,000 anuales. Era el tercer quarterback del equipo donde estaban Billy Wade y Zeke Bratkowski. En 1961 lanzó un pase de 96 yardas al eventual miembro del Salón de la Fama Ollie Matson que terminó en touchdown, estableciendo un récord en el equipo. Sin embargo, luego de estar en la banca los últimos cuatro partidos de la temporada de 1961, Ryan fue al vestidor y encaró al Gerente General Elroy Hirsch diciéndole que se retiraría del fútbol americano si no lo cambiaban de equipo. Pasó a formar parte de un cambio que incluyó a varios equipos para poder firmar con los Cleveland Browns el 12 de julio de 1962 en su cumpleaños 26.
Originalmente iba a ser el quarterback suplente de Jim Ninowski, pero Ryan pasó a ser titular el 28 de octubre cuando Ninowski se quebró su clavícula luego de ser tackkleado por el liniero defensivo de los Pittsburgh Steelers Eugene "Big Daddy" Lipscomb.  Sin otros candidatos para competir por el puesto, Ryan estableció su liderazgo en el equipo en las siguientes seis temporadas. En toda la temporada de 1963 fue el titular, donde lanzó para 2,026 yardas y 25 touchdowns con 13 intercepciones, llevando a los Browns a un récord de 10–4. 13 de esos pases de touchdown fueron a Gary Collins, uno de los líderes de la liga en TD.
Al año siguiente Ryan pasó a ser uno de los líderes pasadores de la liga. Lanzó para 2,404 yardas con 25 pases de touchdown para liderar la liga. Ryan tuvo una gran ofensiva con los Browns: de fullback estaba Jim Brown; como wide receivers tenía a Gary Collins y Paul Warfield; y de linieros a Dick Schafrath, John Morrow, John Wooten, Monte Clark, y al futuro Salón de la Fama Gene Hickerson. Los Browns terminaron la temporada con récord de 10–3–1. El 12 de diciembre Ryan completó 12 de 13 pases para 5 touchdowns en la victoria por 52–20 ante los New York Giants para ganar el título de la NFL. Dos semanas después ante los Baltimore Colts, Ryan lanzó tres pases de touchdown a Collins para la victoria por 27–0.
Ryan fue premiado con su primera de tres apariciones consecutivas en el Pro Bowl. Desafortunadamente en la primera jugada del segundo tiempo en ese Pro Bowl sufrió una lesión grave en el hombro luego de ser tackleado por el Packer Willie Davis, el Lion Roger Brown y el Colt Gino Marchetti.  Hay especulación de que en ese día Marchetti iba dispuesto a lesionar a Ryan a causa del campeonato, y cuando Marchetti dijo que solo buscaba "un golpe más" hacia Ryan provocó que los rumores se agravaran. Sin embargo, un estudio de filmación de los entrenadores de Cleveland semanas después exoneraron a Marchetti. Luego de ganar el campeonato, Art Modell aumentó su salario a $25,000, cuando antes ganaba $18,000 por temporada.
Sus números bajaron en 1965, donde solo lanzó para 1,751 yardas y 18 touchdowns. Cuando su hombro sanó completamente, una dolencia en el codo en los campos de entrenamiento y una lesión en el talón de Aquiles iniciando la temporada provocaron que solo lanzara la mitad de los pases que acostumbraba hacer. Eso provocó que la relación con los aficionados de los Browns fuera de abucheos en los partidos de local. Ryan rehusó ser cambiado por la ausencia del wide receiver Paul Warfield, quien se perdió la temporada por una doble fractura en la clavícula durante un partido de pretemporada. Luego de eso, los Browns llegaron a la final del Campeonato de la NFL ante los Green Bay Packers]], donde completó 8 de 18 pases para 115 yardas, un touchdown y dos intercepciones en la derrota por 12-23.
En 1966 recuperó su nivel, lideró la liga con 29 pases de touchdown y fue el segundo en yardas con 2,976 luego de jugar con un dolor intenso. Ryan extranó la ausencia de Jim Brown, que se retiró durante los entrenamientos de pretemporada. Sus 29 pases de touchdown en 14 partidos lo colocaron en primera lugar en la lista histórica de los Browns hasta que Brian Sipe lanzó 30 pases de touchdown en 16 partidos en 1980.
El 25 de enero de 1967 Ryan fue operado para reparar secuelas de las lesiones. La cirugía eliminó el dolor, pero afectó su mecánica de lanzar. En 1967 los problemas de lesiones de Ryan continuaron luego de lastimarse los tobillos en la derrota por 14–21 ante los Dallas Cowboys. Luego de batallar con la malaria, la lesión de hombro y de los problemas de rodilla, Ryan llevó al equipo a terminar la temporada con récord de 9–5 y clasificar a los playoffs. En esa temporada Ryan sufrió una contusión luego de chocar cabeza con cabeza con Dick Butkus. Literalmente fue noqueado en el segundo cuarto pero volvería para lanzar tres pases de touchdown en el tercer cuarto para la victoria por 24–0. Como consecuencia del choque, Ryan tuvo un reemplazo cervical en un disco luego de retirarse.
En 1968 los Browns iniciaron con marca de 1–2, y el entrenador Blanton Collier decidió reemplazar a Ryan con Bill Nelsen, quien los terminaría llevando a ganar el título divisional. Ryan sería liberado por los Browns el 9 de septiembre de 1969, pero el entrenador de los Redskins Vince Lombardi lo contrataría poco tiempo después como suplente.
Luego de lanzar un solo pase en la temporada de 1969, Ryan regresaría para lo que sería su última temporada en la NFL con los Washington Redskins y haría oficial su retiro el 13 de abril de 1971. Sus 14.7 yardas por pase completo sigue siendo una de las mayores distancias por pase actualmente en la NFL.

### Estadísticas
Ryan se ubicaba en la cuarta posición en la lista histórica de los Browns con 13,499 yardas aéreas y segundo detrás de Brian Sipe con 134 touchdowns. Su ráting de pases de 81.43 es el quinto mejor, solo detrás de Milt Plum, Baker Mayfield, Otto Graham y Bernie Kosar.
Sus números de carrera fueron de 1,090 pases completos de 2,133 intentos para 16,044 yardas, 149 touchdowns y 111 intercepciones. Ryan también corrió para 1,358 yardas y 6 touchdowns en 310 accareos.

## Académico
Ryan lograría en 1965 su doctorado en física en Rice. Trabajó por siete años para G. R. MacLane en su postgrado, y lideró la geometric-function theorist, además de producir el discurso  "Caracterización de la posición de los valores Asíntota de la Función holomorfa en la unidad de disco". En 1966, Ryan documentó su publicación en el Duke Mathematical Journal. Ryan recibió el Golden Plate Award de parte de la American Academy of Achievement en 1965.
Ryan pasó a dar cátedra en la Universidad Rice luego de que su carrera como jugador terminara, y cuando jugaba con los Browns, fue profesor asistente de la Universidad Case de la Reserva Occidental en febrero de 1967. Ryan pasó a ser profesor de tiempo completo, con cursos para graduados y no graduados, y dirigió investigaciones en análisis complejo. Durante los campos de entrenamiento, Ryan estudió matemática en la mañana y practicaba fútbol americano en la tarde. Ryan llevó su último curso en la Case Western Reserve en el verano de 1971. Sería promovido a profesor asociado en 1971. Luego de renunciar a la facultado por tres años, regresaría a ocupar su puesto en 1974.
Ryan aprendió programación de computadora y software en la Chi Corp., una compañía privada de computadoras de la Case Western Reserve. Compiló estadística avanzada para aplicarla en el fútbol americano. Los Browns vieron sus resultados y les gustó el proyecto, pero no pusieron dinero para ponerlo en práctica.
La segunda carrera de Ryan fue objeto de bromas por parte de periodistas deportivos. Red Smith mencionó que la ofensiva de los Browns tenía a un quarterback que usaba la teoría de la relatividad de Albert Einstein y sus compañeros de equipo no sabían lo que hacía. Ryan alejaría su lado académico de la prensa, y se consideró como otro jugador de fútbol americano.
Ryan consideró a Sir Edward Collingwood, un experto en función meromórfica y la teoría la colocación de los clusters, y Arthur J. Lohwater, quien fuera editor del Mathematical Reviews, como mentores. Ryan tuvo un Número de Erdős de 3.

## Tras el retiro
Luego de retirarse como deportista, Ryan se quedó viviendo en Washington D. C. cuando fue nombrado director de los servicios de información de la Cámara de Representantes de los Estados Unidos. En ese momento, ayudó a adelantar la longevidad de las computadoras en la política para tener un rol integral y establecer el primer sistema de voto electrónico. El proceso de cálculo de los votos pasó de 45 minutos a 15 minutos. Luego de irse del cargo, la oficina pasó a tener un presupuesto de $8 millones con un personal de 225 empleados.
Ryan renunció al puesto para ser director atlético y profesos de matemáticas en la Universidad de Yale el 7 de marzo de 1977. Ryan estuvo en el cargo por 10 años antes de renunciar para ser vicepresidente asociado de la escuela de planeación.
Ryan fue miembro de la junta directiva de la Universidad de Rice de 1972 a 1976 y fue reconocido como alumno distinguido en 1987. Ryan pasó a ser vicepresidente de asuntos externos para Rice en agosto de 1990, incrementando los ingresos para la universidad en tres años con un promedio de $32.8 millones por año entre 1992 y 1994 de $21.4 millones entre 1988 y 1990. En 1995 renunció al cargo por diferencias con el presidente Malcolm Gillis sobre el futuro del puesto. Ryan terminó su carrera institucional como profesos de matemáticas, y profesor de matemática computacional y matemática aplicada en Rice.
Ryan fue presidente y ejecutivo en jefe de Contex Electronics, compañía que diseñaba y fabricaba cable y productos conectores para computadoras y comunicaciones. Ryan también fue director de America West Airlines, Sequoia Voting Systems, y de la Danielson Holding Corporation. También fue supervisor de la United Medical Care Inc.
En su retiro, diseñaba programas para ayudar al comportamiento de la estadística micro-analítica en relación con los precios del marcado. También trabajó en la Conjetura de Oppermann sobre la distribución de los números primos.

## Vida personal
Ryan vivió en una propiedad de 78 acres, ubicada en Grafton, Vermont junto a su esposa Joan, una retirada reportera de deportes y columnista sindicalista nacional para The Washington Post. su esposa fue una de las primeras cinco mujeres dedicadas al periodismo deportivo. y también escribió un libro sobre las mujeres en el deporte. Se casaron cuando Frank cursaba su último año en Rice.
Ryan murió por complicaciones con la enfermedad de Alzheimer en su casa en Waterford, Connecticut el 1 de enero de 2024 a los 87 años.